# Centrum Wiskunde & Informatica

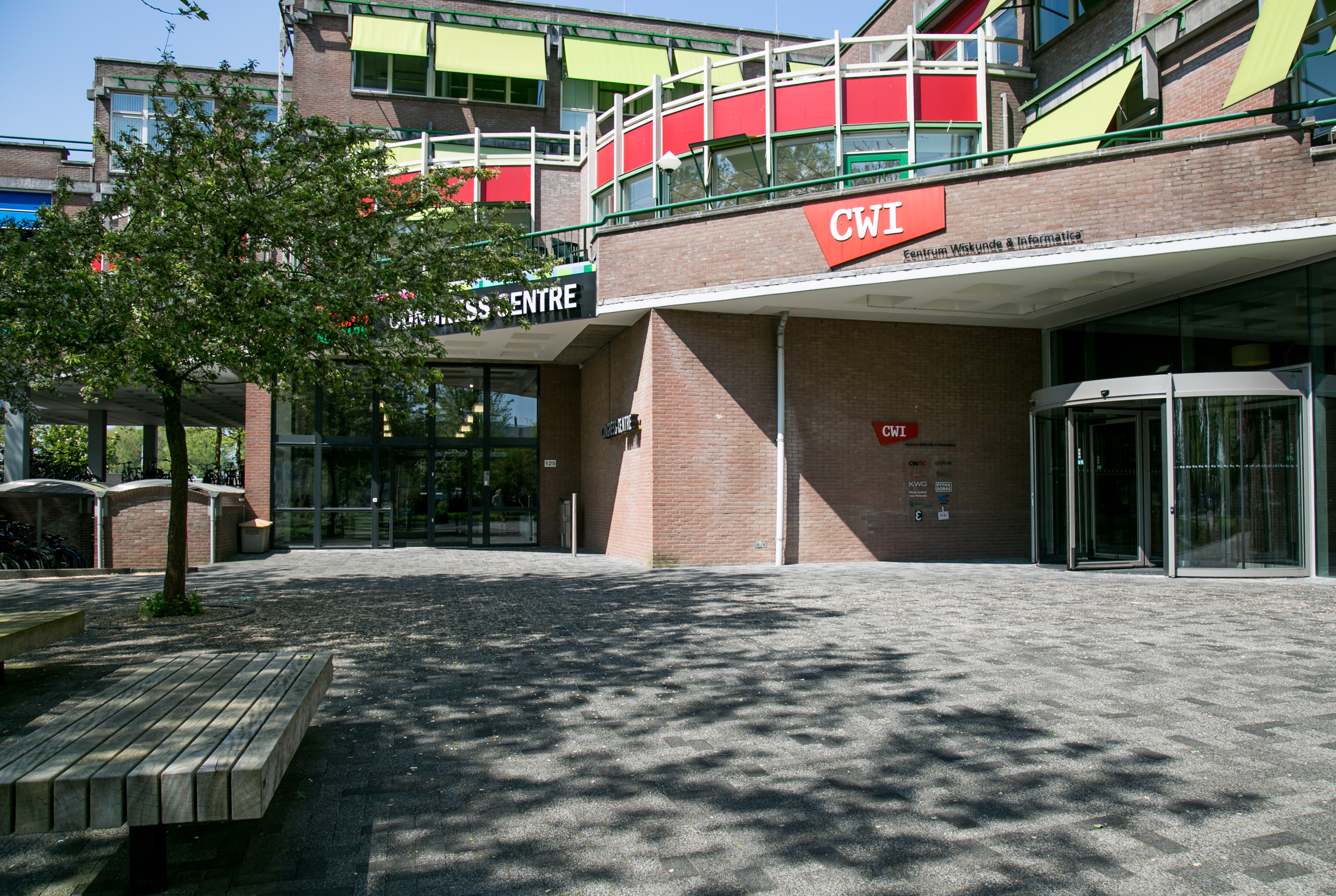
Entree CWI anno 2017

Het Centrum Wiskunde & Informatica (CWI) is een Nederlands onderzoeksinstituut voor wiskunde en informatica, gevestigd te Amsterdam.
Het centrum werd op 11 februari 1946 opgericht als het Mathematisch Centrum door Johannes van der Corput, David van Dantzig, Jurjen Koksma, Hendrik Kramers, Marcel Minnaert en Jan Arnoldus Schouten. In 1983 werd de naam veranderd in Centrum voor Wiskunde en Informatica, vaak afgekort tot CWI. Tegenwoordig is de officiële naam Centrum Wiskunde & Informatica. In het Engels wordt de naam niet vertaald en wordt het centrum omschreven als national research institute for mathematics and computer science in the Netherlands.
Het CWI maakt deel uit van de Nederlandse Organisatie voor Wetenschappelijk Onderzoek (NWO) en is gevestigd op het Amsterdam Science Park.

## Geschiedenis
In eerste instantie werden de berekeningen uitgevoerd met de hand of mechanische rekenmachine, waarbij vooral jonge vrouwen deze berekeningen uitvoerden.
In 1947 werd gestart met de eerste computer in Nederland, de ARRA I. Deze was in 1952 gereed maar heeft nooit goed gewerkt. Direct hierna werd begonnen aan de bouw van de ARRA II, die van 1953 tot 1956 in gebruik was.
Het CWI stond aan de wieg van het internetdomein .nl. Op 25 april 1986 werd dit domein als een van de eerste landcode-topleveldomeinen aan een niet-Amerikaanse instantie gedelegeerd. Dit vond plaats in het CWI door systeembeheerder Piet Beertema.
In de jaren '70 en '80 werd ook gewerkt aan de programmeertaal ABC. Een van de medewerkers aan het project, Guido van Rossum, maakte later de programmeertaal python.

## Bekende medewerkers
Naast de oprichters kent het Centrum Wiskunde & Informatica vele bekende medewerkers en voormalig medewerkers, zoals:
- Karen Aardal, Gerard Alberts, Jaco de Bakker, Piet Beertema, Theo Bemelmans, Gerrit Blaauw, Hugo Brandt Corstius, Edsger Dijkstra, Richard Gill, Piet van der Houwen, Willem Hundsdorfer, Henk Jager, Willem Klein, Jack H. van Lint, Bram Loopstra, Lambert Meertens, Herman te Riele, Guido van Rossum, Carel Scholten, Koos Verhoeff, Adriaan van Wijngaarden en Martien van Zuijlen.